# Sophronia acaudella
Sophronia acaudella är en fjärilsart som beskrevs av Hans Rebel 1903. Sophronia acaudella ingår i släktet Sophronia och familjen stävmalar. Inga underarter finns listade i Catalogue of Life.